# Sonja Manzenreiter
Sonja Manzenreiter (* 18. Juli 1975 in Innsbruck) ist eine ehemalige österreichische Rennrodlerin. Sie betrieb seit 1983 den Rodelsport und war seit 1997 Mitglied der österreichischen Nationalmannschaft. 2006 erklärte sie ihren Rücktritt vom Leistungssport.

## Leben
Ihre ersten großen Erfolge feierte Manzenreiter in den Jahren 1992 und 1993, als sie Juniorenweltmeisterin wurde. Bei ihrer ersten Olympiateilnahme 1998 in Nagano wurde sie Zehnte, vier Jahre später in Salt Lake City belegte sie Rang 7. Ihre beste Platzierung bei Weltmeisterschaften war die Bronzemedaille mit der Mannschaft 2003 in Sigulda, im Einzelbewerb erreichte sie 2004 in Nagano den 4. Platz. Im selben Jahr kam sie bei den Europameisterschaften in Oberhof auf Platz 5. Bei den Olympischen Winterspielen 2006 in Turin stürzte sie im 3. Lauf und schied aus dem Bewerb aus.
Manzenreiter war bis 2006 als Zugsführer Teil des Heeressportzentrums des Österreichischen Bundesheers.

## Erfolge
- Olympische Winterspiele 1998 in Nagano: 10. Platz
- Olympische Winterspiele 2002 in Salt Lake City: 7. Platz

- Weltmeisterschaften:
  - 2000 in St. Moritz: 15. Platz
  - 2001 in Calgary: 9. Platz
  - 2003 in Sigulda: 6. Platz Einzel, 3. Platz Mannschaft
  - 2004 in Nagano: 4. Platz
  - 2005 in Park City: 6. Platz Einzel, 4. Platz Mannschaft

- Europameisterschaften:
  - 2002 in Altenberg: 7. Platz
  - 2004 in Oberhof: 5. Platz
  - 2006 in Winterberg: 13. Platz

- Weltcup:
  - Gesamtwertung 1999/00: 9. Platz
  - Gesamtwertung 2000/01: 7. Platz
  - Gesamtwertung 2002/03: 5. Platz
  - Gesamtwertung 2003/04: 4. Platz
  - Gesamtwertung 2004/05: 17. Platz
  - Gesamtwertung 2005/06: 5. Platz

- Juniorenweltmeisterschaften 1992: 1. Platz
- Juniorenweltmeisterschaften 1993: 1. Platz

Sechs Mal war sie Tiroler Meisterin: 19987, 1998, 2003–2006.

## Auszeichnungen
- 2003: Goldenes Verdienstzeichen der Republik Österreich